# قشب
القُشْب هو جنس من النباتات المزهرة في الفصيلة الوردية. مهدها الشرق الأقصى. أزهارها كبيرة القد جميلة. أشهر أنواعها قُشب اليابان.